# Червоное (озеро)
Черво́ное озеро (Князь-озеро, бел. Чырво́нае возера) — озеро в Полесье, на севере Житковичского района Гомельской области Беларуси. Третье по площади озеро в Беларуси, после озёр Нарочь и Освейское.

## География
В бассейне реки Припять. В 19 км северо-восточнее города Житковичи, у деревни Ляховичи.

## Этимология
Название Червоное стало официально использоваться с 1932 года. Ранее озеро именовалось Князь-озеро, а также Жид-озеро. Князь-озеро — оценочное название. Данный водный объект является самым большим озером Полесья, что и подчёркивает образно это название, которое следует понимать в значении «очень большое», «красивое, величественное». Название Жид-озеро представляет собой вариант древнего географического термина жуед в значении «низинное место». То есть Жид-озеро — буквально «озеро в низинной, болотистой местности», что соответствует действительности. Данное название является финно-угорским по происхождению.

## История
В XV—XVII веках озеро было во владении князей Олелковичей-Слуцких, во второй половине XVII века оно перешло к князям Радзивилам, после перешло Витгенштейнам. Среди озера находится много камней и свай под водой, о них рассказываются разные легенды. Так, название озера Князь произошло от того, что один из князей Слуцких, известный под именем Олелькович, возненавидел своего брата и заточил его в построенный здесь замок; во время его заточения замок от очень большого разлива разрушился, и под его развалинами погиб князь. Другое название озера — Жидь — произошло, как говорят, от того, что в озере водится исключительно кошерная рыба (щука, окунь, ерш), а по другим рассказам — от того, что в замке на озере жила фаворитка одного из Радзивилов — еврейка, которая погибла так же, как погиб вышеупомянутый князь.

## Описание
Размеры 12,1×5,2 км, вытянуто с северо-запада на юго-восток. Средняя глубина 0,7 м, максимальная — 2,9 м. Урез воды находится на высоте 136,4 м. Минерализация воды 180—185 мг/л, прозрачность 0,6 м. Уровень воды в озере может колебаться до 0,8 м, достигая наивысшей отметки в марте — апреле. Замерзает в ноябре — декабре, вскрывается во второй половине марта — апреле. Имеет сток в реку Припять по дренажным каналам и реке Бобрик. Западные склоны котловины сливаются с прилегающими осушёнными болотами, южные высотой 20-25 м. Берега низкие, торфянистые. Дно сапропелистое (сапропель добывается на удобрение), вдоль северо-восточных и юго-западных берегов песчаное и песчано-илистое. Пять островов общей площадью 0,06 км².
В озере обитают лещ, щука, окунь и другие виды рыб.
По берегам живут бобры, обитает выдра, рысь, волк, болотная черепаха, косуля, ондатра, заяц-беляк, заяц-русак, ласка, горностай.
Используется в рыбохозяйственных и рекреационных целях, как источник воды для орошения.